# Ingresso sopraelevato

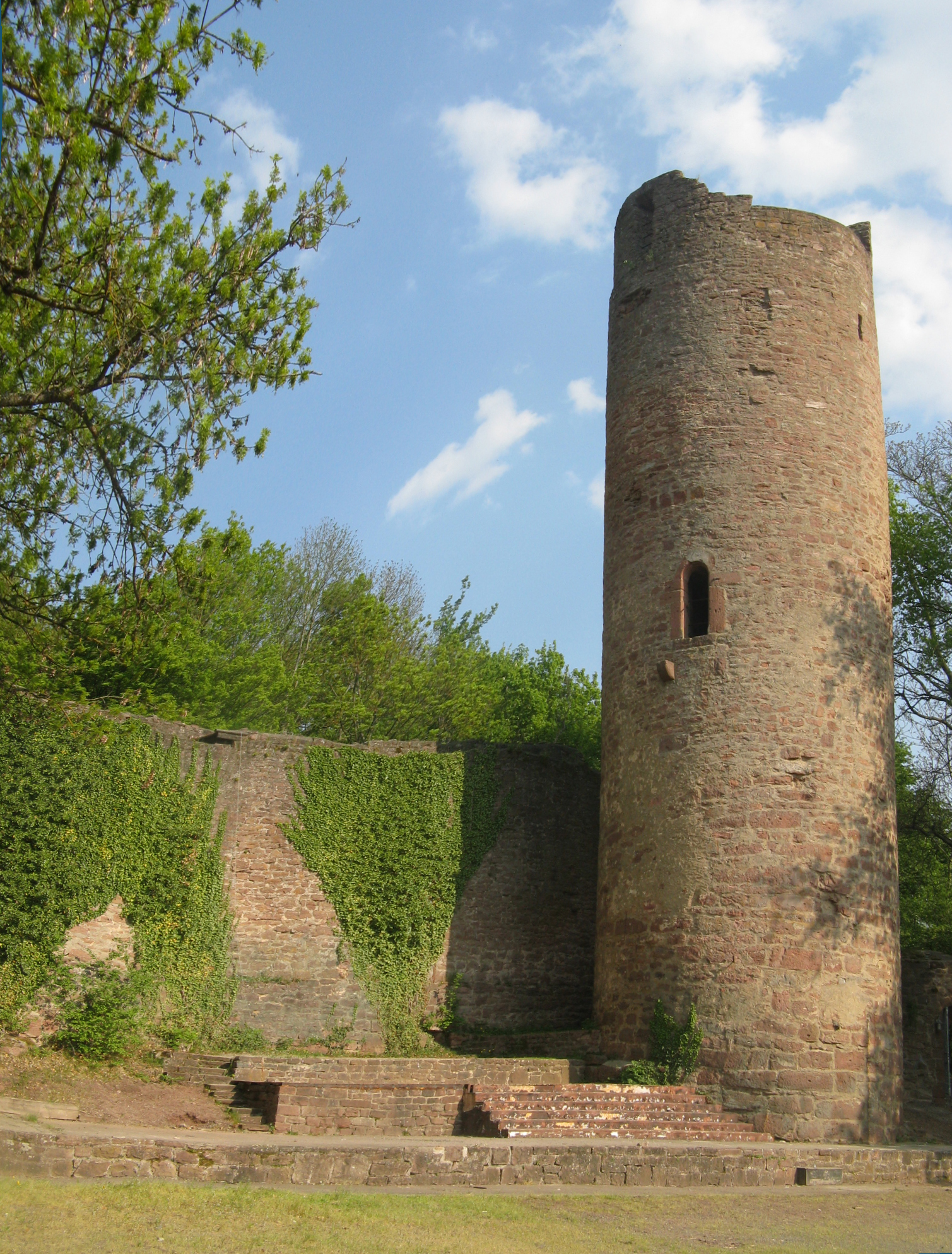
Ingresso sopraelevato del castello di Scherenburg

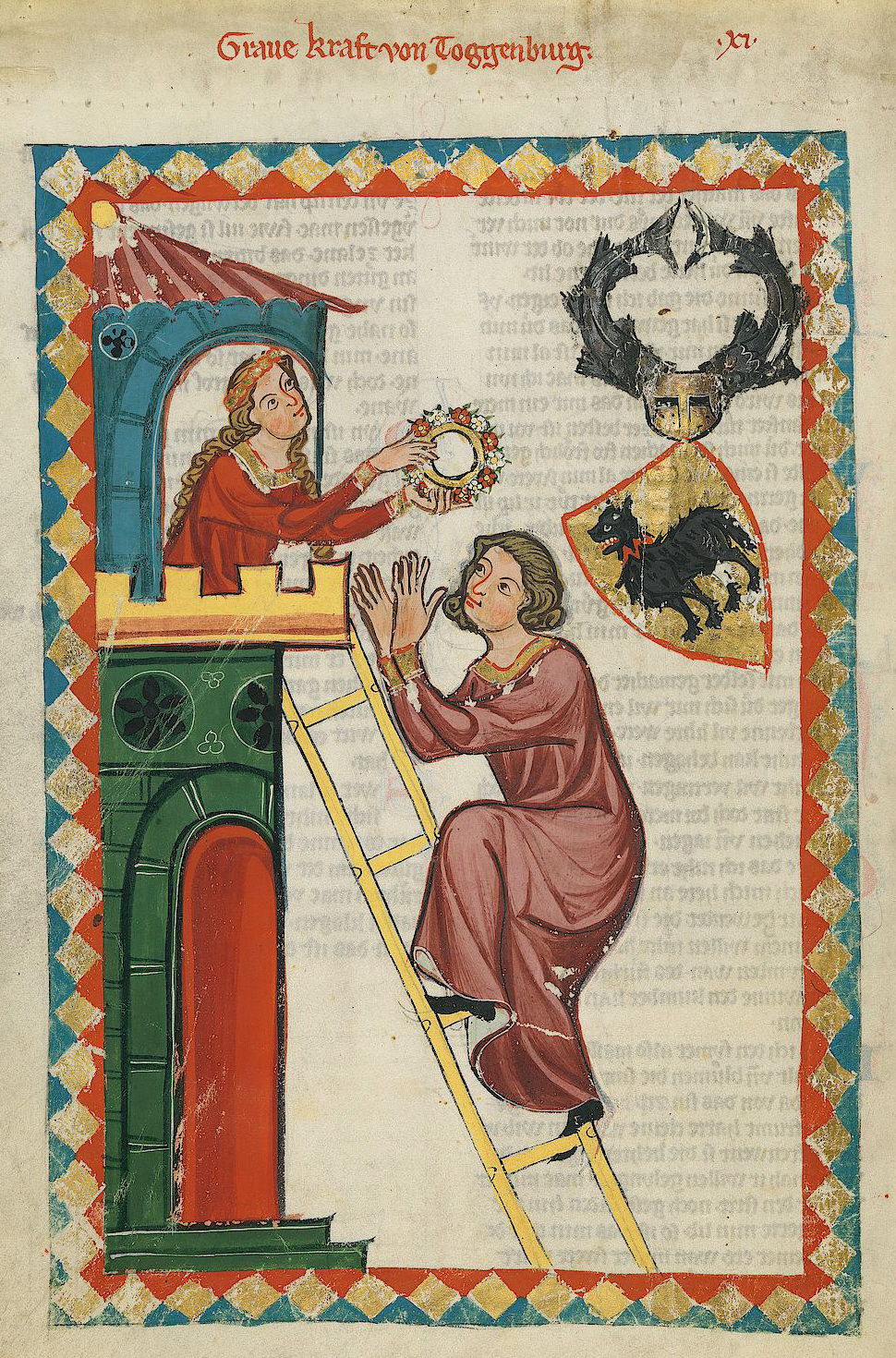
Salita con scala in legno (Codex Manesse)

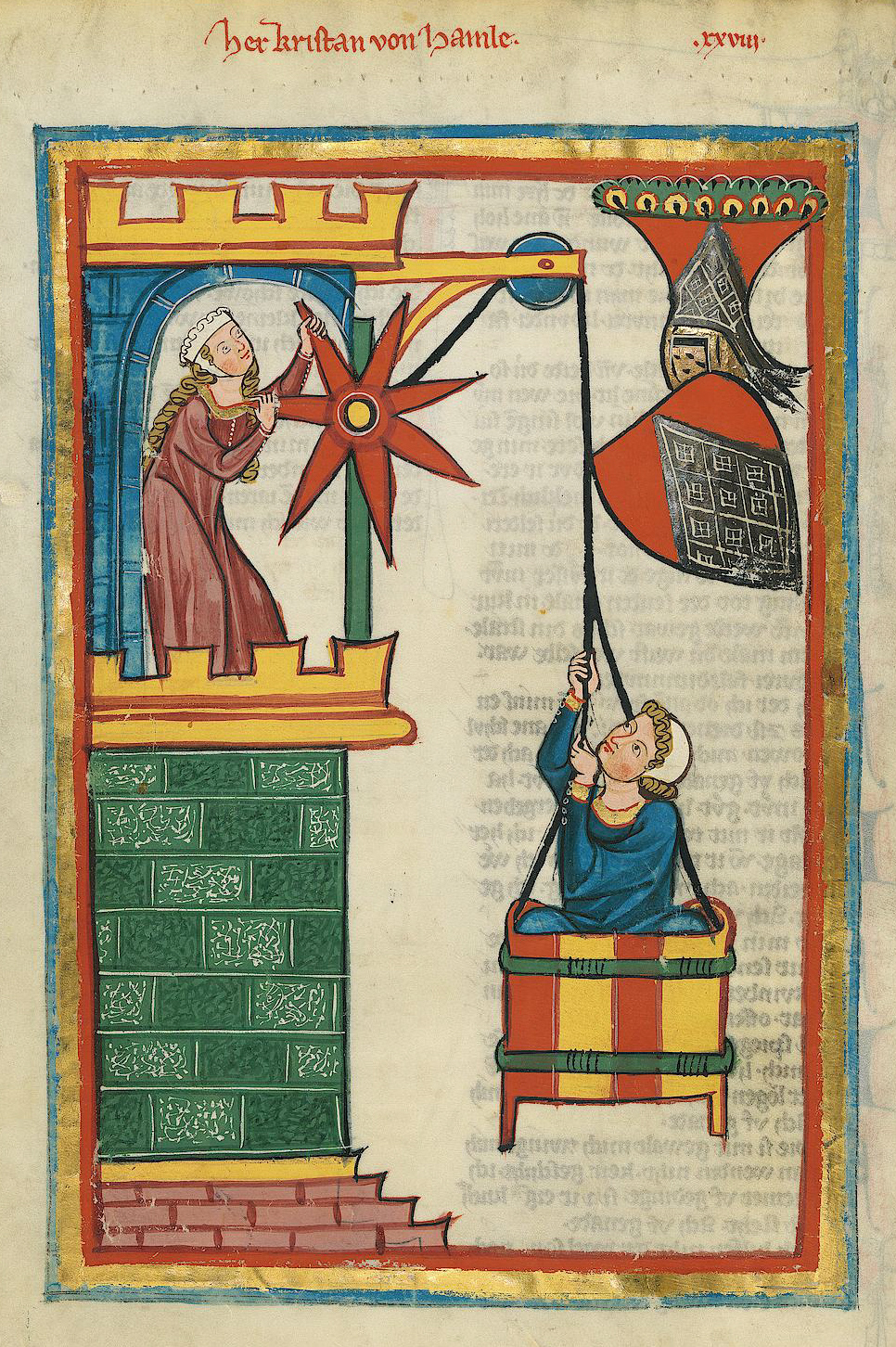
La fune come mezzo di accesso (Codex Manesse)

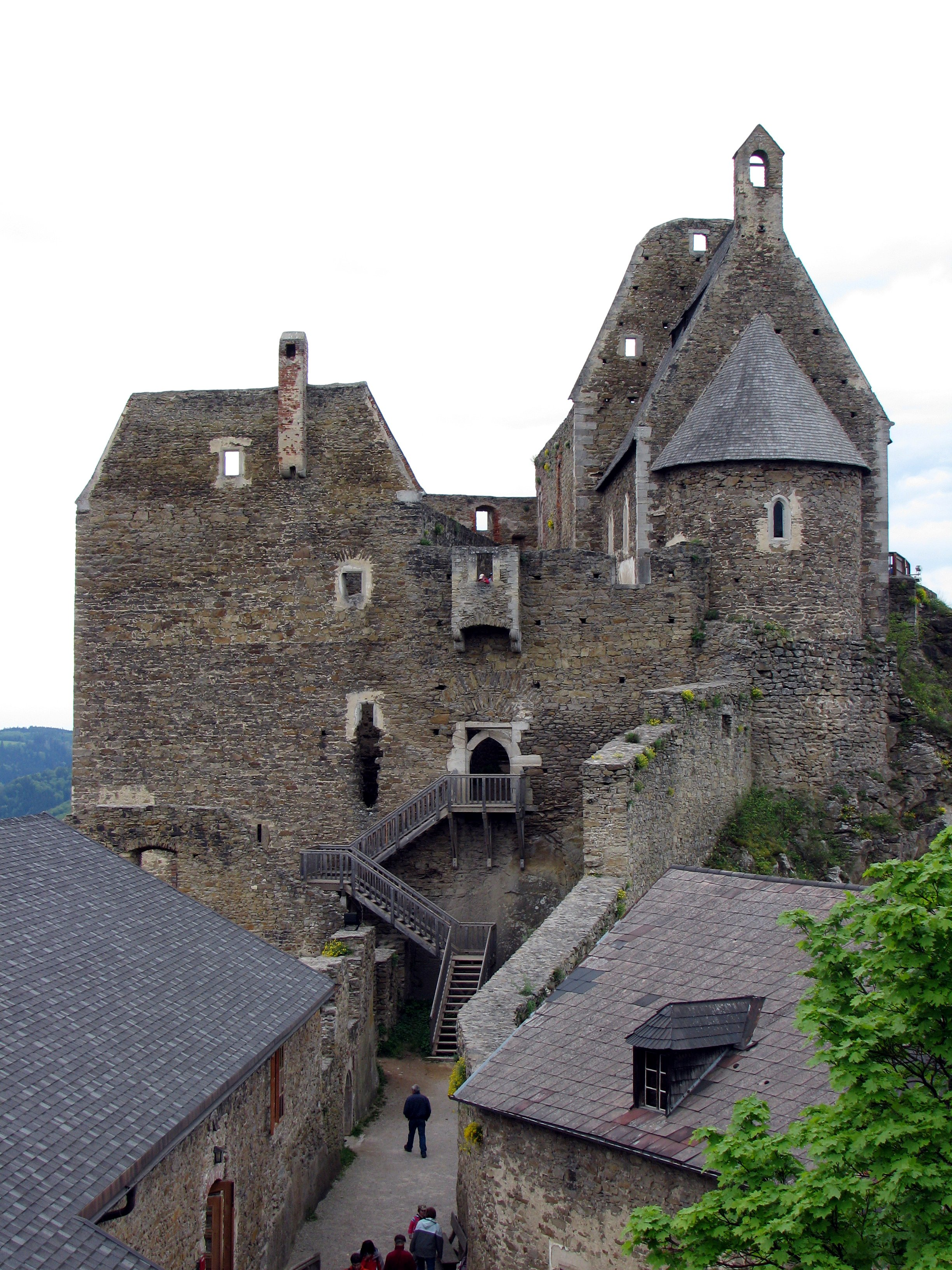
L'interno del Castello di Aggstein sul Danubio

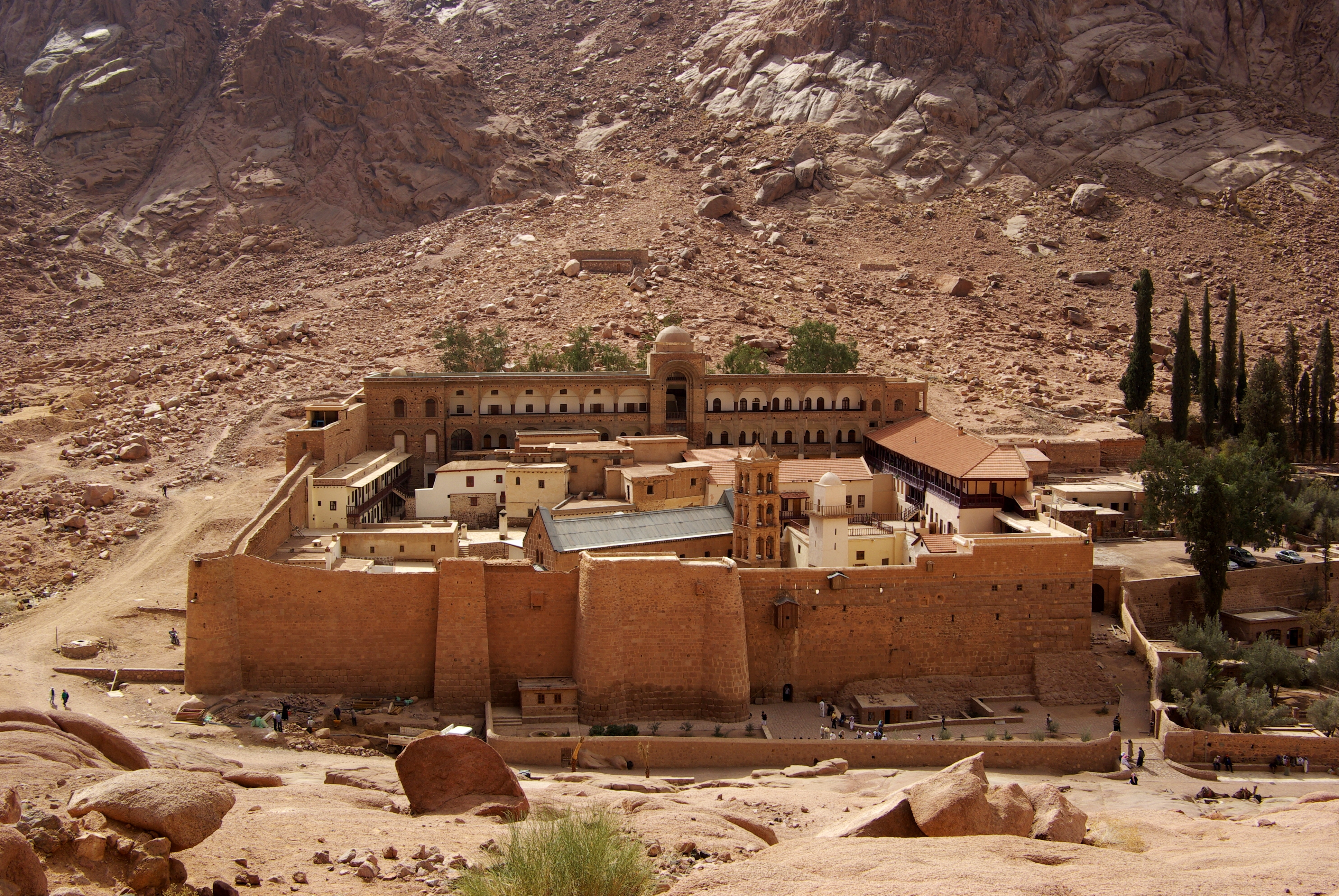
Monastero di Santa Caterina sul Monte Sinai. Il bovindo in legno per la fune è visibile sopra l'ingresso moderno.

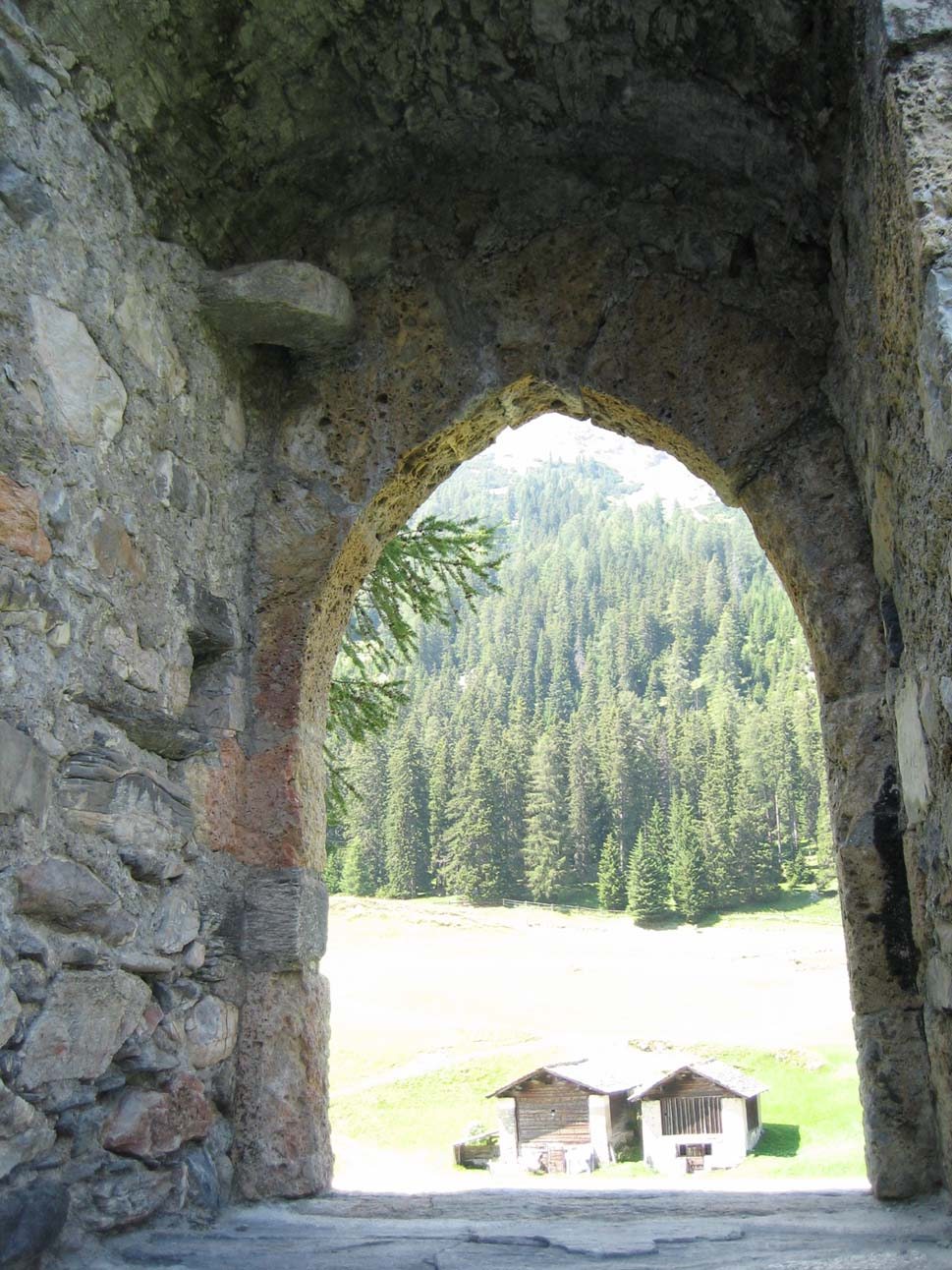
Vista dell'interno dell'ingresso sopraelevato del Castello Splügen (Grigioni) con il perno del fissaggio della porta e la scanalatura per la barra di bloccaggio.

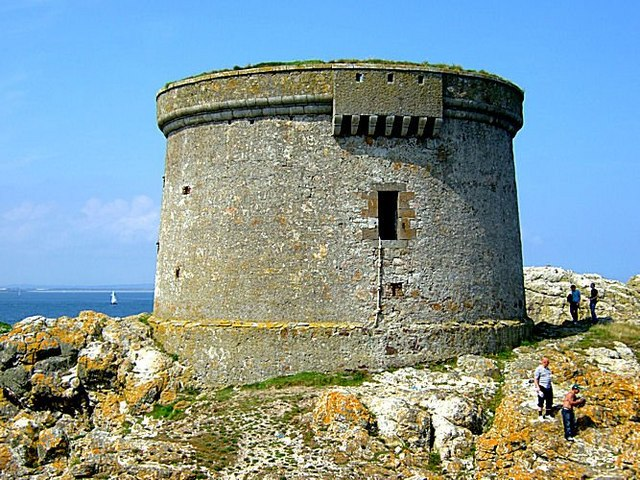
Una torre martello dell'inizio del XIX secolo sulla costa irlandese.

Un ingresso sopraelevato è un tipo di ingresso, comune nella progettazione dei castelli medievali, che non è accessibile dal livello del suolo, ma si trovava al livello di un piano superiore. L'ingresso sopraelevato è l'apertura più vicina al suolo e spesso l'unico accesso a un castello o residenza fortificata. Nel caso delle torri circolari, una grande apertura nel muro principale a livello del suolo era una potenziale debolezza e gli esperti sulla progettazione di castelli sostenevano che l'ingresso sopraelevato serviva a scopo sia strutturale che difensivo.
Gli ingressi sopraelevati vennero utilizzati anche nell'antichità classica. Ad esempio, le numerose torri di guardia dei limes romani avevano solo questo tipo di ingresso. 

## Nei castelli medievali
La maggior parte degli ingressi sopraelevati si trovava tra i cinque e i dieci metri sopra il livello del suolo e si affacciavano sul lato del cortile per proteggerli dal fuoco delle granate. Tuttavia, diversi esemplari erano situati in luoghi piuttosto inadatti, ad esempio sopra l'esterno di un castello. Altezze superiori ai 15 metri vengono registrate solo raramente. L'ingresso era solitamente accessibile solo da un altro edificio nelle vicinanze che a volte è ancora archeologicamente distinguibile. Molti ingressi sopraelevati oggi sono solo da due a tre metri dal suolo perché il livello di quello originale, spesso diversi metri più in basso, è stato riempito da macerie. 
L'ingresso sopraelevato era solitamente raggiunto da una scala in legno o pietra o da una passerella da un'altra parte dell'edificio. Immediatamente davanti all'ingresso di solito c'era una piattaforma di legno; su scale particolarmente lunghe potevano esserci pianerottoli intermedi. Una scala ripida e uno stretto pianerottolo davanti all'ingresso avrebbero reso difficile, agli aggressori, utilizzare pesanti attrezzature di demolizione come gli arieti. Sotto l'entrata sono spesso sopravvissuti mensoloni o buche pontaie. Anche gli infissi delle originali scale in legno sono spesso ancora visibili. In molti casi, agli ingressi sopraelevati costruiti nel tardo medioevo o nella prima età moderna si accedeva da torri con scale a chiocciola. 
Occasionalmente un ingresso sopraelevato era protetto anche da un piccolo ponte levatoio. Le scale in legno erano spesso protette dalle intemperie da un portico. Tale struttura è mostrata in un'immagine votiva del 1449 del costruttore di castelli bavarese (Burgpfleger), Bernd von Seyboltsdorf (Schärding, Alta Austria). L'ingresso del bovindo si apre lateralmente e vi si accede tramite una scala in legno, completa di ringhiera, chiaramente fissata. 
La forma più semplice di accesso era una scala mobile che poteva essere rapidamente sollevata in caso di attacco. Nei castelli occupati in modo permanente, tuttavia, questo tipo di accesso non veniva quasi mai utilizzato. Certamente occasionalmente venivano usate scale di corda. Avere una scala di corda o anche una semplice corda pronta avrebbe avuto senso se una scala di legno più lunga non poteva essere riposta all'interno dell'edificio. Diversi autori suggeriscono addirittura che le scale di corda avrebbero potuto essere il mezzo più comune per entrare e uscire dall'edificio (Hans Max von Aufseß). 
Una miniatura nel Codex Manesse (Her Kristan von Hamle) mostra come un uomo viene issato, in una cesta fino a un ingresso sopraelevato, da una donna con l'aiuto di una corda e un argano. Questo è rappresentativo di un motivo comune che è particolarmente ben noto dalle Leggende Vergil del Medioevo (Vergil in the Basket). La donna amata da Virgilio gli promette di incontrarlo di notte nella sua stanza della torre, trascinandolo in camera sua con una cesta. Tuttavia, lascia deliberatamente il cesto appeso a metà e Virgilio abbandonato diventa lo zimbello della gente del posto la mattina seguente quando lo vedono lì. I detti tedeschi "lasciare qualcuno sospeso per aria" (jemanden in der Luft hängen lassen) e "dare a qualcuno un canestro" (einen Korb geben) risalgono probabilmente a questa leggenda. Non è chiaro se gli argani a fune di questo tipo fossero ampiamente utilizzati, sia per le merci che per il sollevamento di persone. 
Nella più recente letteratura scientifica del castello, la fune è raramente vista come un metodo per raggiungere un ingresso sopraelevato.
Nel XIX secolo, August Essenwein ha visto la fune come un sistema di accesso comune. Ad esempio, nelle sue numerose incisioni di artisti sui castelli medievali, si possono spesso vedere persone sollevate su torri usando un semplice argano. Il ricercatore di castelli, Otto Piper, lo ha messo in dubbio, tuttavia, nella sua nota opera Burgenkunde, poiché in caso di pericolo l'uso di un simile mezzo di risalita era a suo avviso poco pratico e in ogni caso avrebbe sempre avuto bisogno di una seconda persona nella torre per azionarlo. Ma ha anche riconosciuto il problema di trascinare una lunga scala di legno in un ingresso sopraelevato. La sua opinione era che si sarebbero accontentati di una struttura fissa in legno o pietra ai piedi dell'edificio. Una breve scala di legno facilmente recuperabile poteva quindi essere utilizzata per raggiungere l'ingresso sopraelevato.
Molti dei primi ricercatori sui castelli ne dedussero che lunghe scale di legno che non potevano essere riposte all'interno dell'edificio, venivano sollevate e fissate al muro esterno (Karl August von Cohausen). 
Ciò che è verificabile è l'uso di dispositivi di sollevamento per ingressi elevati in alcuni esempi della cultura ortodossa. Ben conservato è l'arganoe a fune in legno del monastero di Santa Caterina sul Monte Sinai che, fino al XX secolo, era l'unico ingresso al castello del monastero fortificato. L'attuale impianto di risalita si trova, invece, all'interno dell'edificio retrostante. L'argano doveva essere azionato da quattro monaci contemporaneamente. Questo ingresso sopraelevato è stato utilizzato principalmente come difesa contro le incursioni beduine. 
Notevolmente più spettacolari sono gli argani nei monasteri e gli eremi intorno al Monte Athos, alcuni dei quali, ancora oggi, sono accessibili soltanto con questi mezzi. Anche diversi monasteri egiziani erano accessibili solo tramite argani. Gli impianti di risalita più lunghi portavano alle abbazie delle Meteore della Grecia settentrionale. Questi sistemi di salita erano costruiti su possenti torri di roccia; quindi non erano i classici ingressi sopraelevati. Questi esempi mostrano che piccoli argani avrebbero potuto essere installati anche nelle strutture in legno degli ingressi sopraelevati medievali. Tuttavia, non vi è alcuna traccia di argani all'interno dell'edificio. 
In singoli casi è possibile che le gru edili per la costruzione di una torre o di un edificio fossero state lasciate sul posto e utilizzate dopo il completamento della struttura. Un'immagine nel Weltchronik di Rudolf von Ems (1340) mostra due di queste gru. Una utilizza un verricello e l'altra una puleggia. Una gru edile medievale con carrucola è stata ricostruita presso il castello alsaziano di Fleckenstein e posizionata su un'apertura sopraelevata nella parete rocciosa dell'interno. La rappresentazione nel Weltchronik mostra anche il materiale trasportato su una scala di legno. 
Normalmente gli ingressi erano così stretti e gli architravi così bassi che solo una persona alla volta poteva entrare all'interno dell'edificio o della torre. L'ingresso sopraelevato del Castel Tirolo è tuttavia largo circa 1,25 metri e alto più di tre metri. Le porte erano generalmente progettate come archi a tutto sesto, più raramente come archi gotici. Gli ingressi tardo medievali a volte hanno architravi dritti o a gradini e persino archi trilobati (esempio il Castello di Kronsegg, Bassa Austria). I telai delle porte erano generalmente molto semplici, ma a volte venivano utilizzate perline per decorare il telaio. Gli stemmi e l'anno di costruzione risalgono a non prima del tardo medioevo. 
Le porte d'ingresso in legno erano talvolta rivestite di ferro o ardesia per ridurre il rischio di incendio. Le porte originali del Medioevo sono tuttavia sopravvissute raramente. All'interno i passaggi erano generalmente protetti con travi di bloccaggio. 
A volte gli ingressi a interi gruppi di edifici o sezioni di un castello erano protetti mediante elevazione. Ad esempio, il cancello del reparto interno della fortezza di Aggstein (a Wachau) si trova a circa sei metri sopra il livello del cortile esterno. A Küssaburg nel Baden, il cancello del reparto interno è a quattro metri dal suolo ed era probabilmente raggiunto con un ariete di legno. 
Ci sono anche esempi di castelli nel Vicino Oriente e nel Caucaso che hanno ingressi rialzati. La funzione della porta esterna al 5º piano della torre della Vergine a Baku è ancora oggi un mistero. I resti di muro e volta, rimasti a terra, potrebbero indicare una struttura di accesso, come una scala, che venne poi demolita. 

## Funzione e simbolismo
Un ingresso sopraelevato assolveva due funzioni: in primo luogo, proteggeva gli occupanti dell'edificio e, in secondo luogo, il castellano poteva invitare i visitatori nell'area domestica del castello. Nel pavimento inferiore, spesso scarsamente illuminato, venivano spesso immagazzinati rifornimenti, attrezzature e materiali. Le aperture a livello del suolo, per la gran parte in rovina, che possono essere viste qua e là ancora oggi, erano, in molti casi dove nel piano inferiore fu successivamente creata un'apertura che non c'era originariamente. 
Nelle bergfried e nelle chiese di campagna l'ingresso sopraelevato offriva protezione contro gli aggressori. Allo stesso tempo, anche la difficoltà di accesso era uno svantaggio; per esempio, qualsiasi difesa controffensiva del castello era più problematica. Da un ingresso sopraelevato era possibile sparare agli aggressori solo mentre fuggivano. Tuttavia, molti ricercatori vedono la difesa passiva come una delle funzioni importanti di una bergfried. Secondo questa scuola di pensiero, volevano principalmente impedire agli aggressori di entrare. Ciò consentiva di guadagnare tempo prezioso in attesa dell'arrivo di un soccorso o per ottenere una situazione più favorevole. 
Di tanto in tanto l'ingresso sopraelevato aveva più una funzione simbolica che pratica. Ad esempio, per l'archeologo medievale Joachim Zeune, questa forma di ingresso, era un elemento evolutivo e potrebbe essere interpretato più come un simbolo del potere secolare medievale. 
Vari tipi di ingresso elevati si trovano anche su torri di guardia (ad esempio in Luginsland) e case a torre, in torrioni francesi, in dongioni inglesi e nelle Torri del Homenaje spagnole. Inoltre, diverse fortificazioni della prima età moderna e barocche hanno ingressi elevati. Ad esempio, l'ingresso al rivellino davanti al castello del vescovo Gemmingen a Willibaldsburg sopra Eichstätt si trova diversi metri sopra l'altezza del fossato, per motivi di sicurezza. 
Anche al tempo delle guerre napoleoniche alle 164 torri martello dell'Impero britannico si accedeva da ingressi elevati. Queste piccole aperture erano spesso ulteriormente protette da bertesche difensive. 

## Esempi
- Castello di Aggstein, Austria
- Castello di Caernarvon, Galles - Queen's Gate[6]
- Monastero di Santa Caterina, Sinai
- Gilling Castle, Inghilterra[7]
- Castello di Gulbarga, India[8]
- Castello di Jörgenberg, Germania
- Castello di Scherenburg, Germania
- Castello di Splügen, Svizzera

## Galleria d'immagini

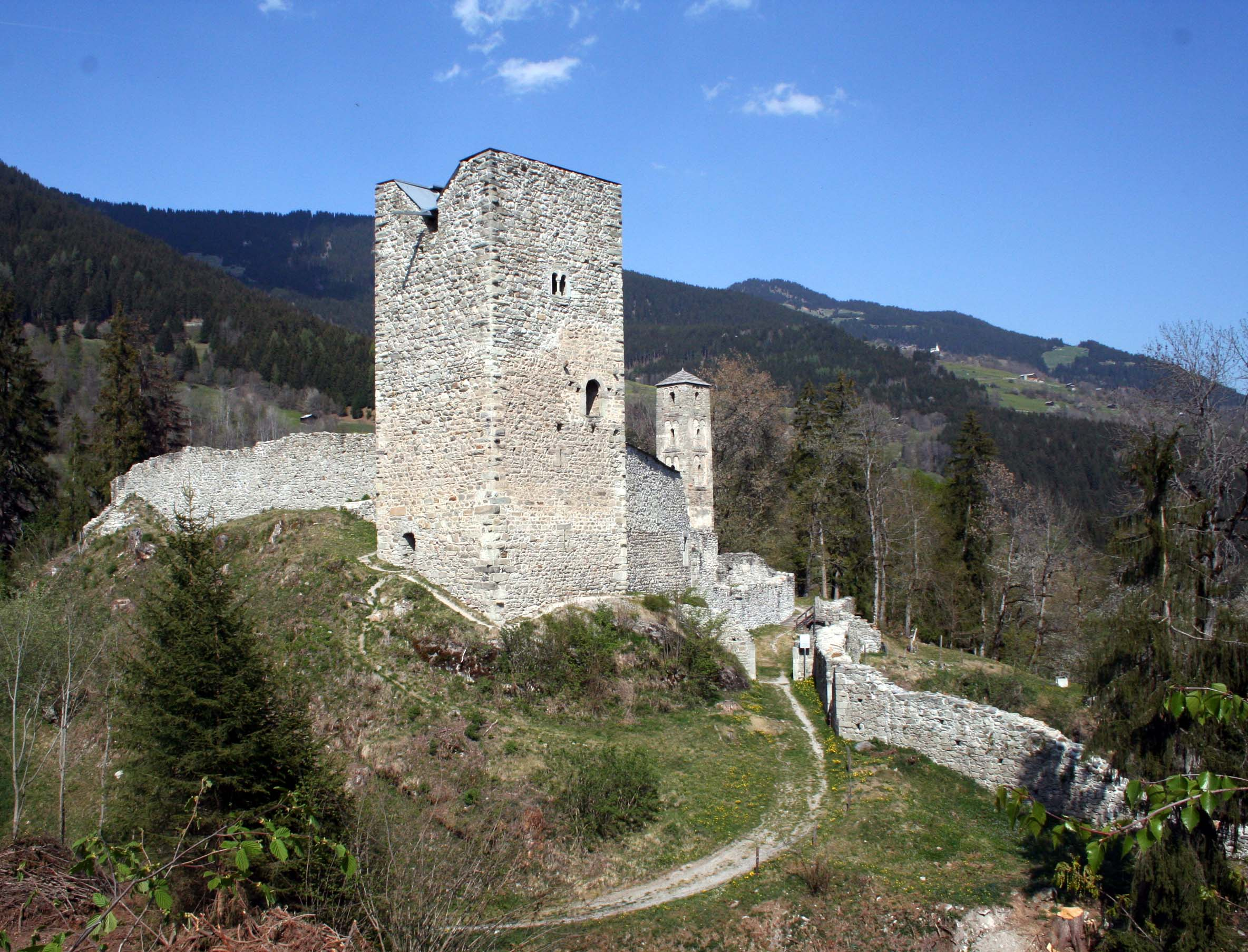
Il bergfried del Castello di Jörgenberg con il suo ingresso sopraelevato.
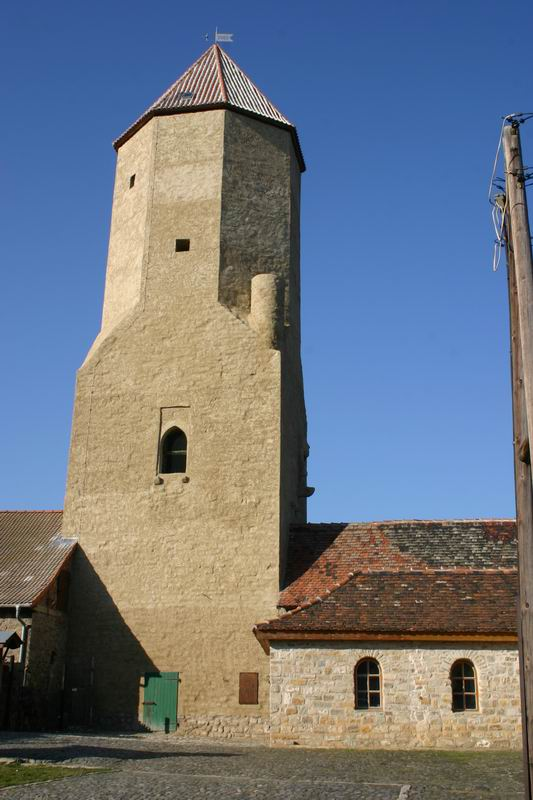
Il bergfried del castello di Freckleben: sono sopravvissute le pietre dei cardini (Scharniersteine) e la rientranza per il ponte levatoio sull'ingresso sopraelevato.
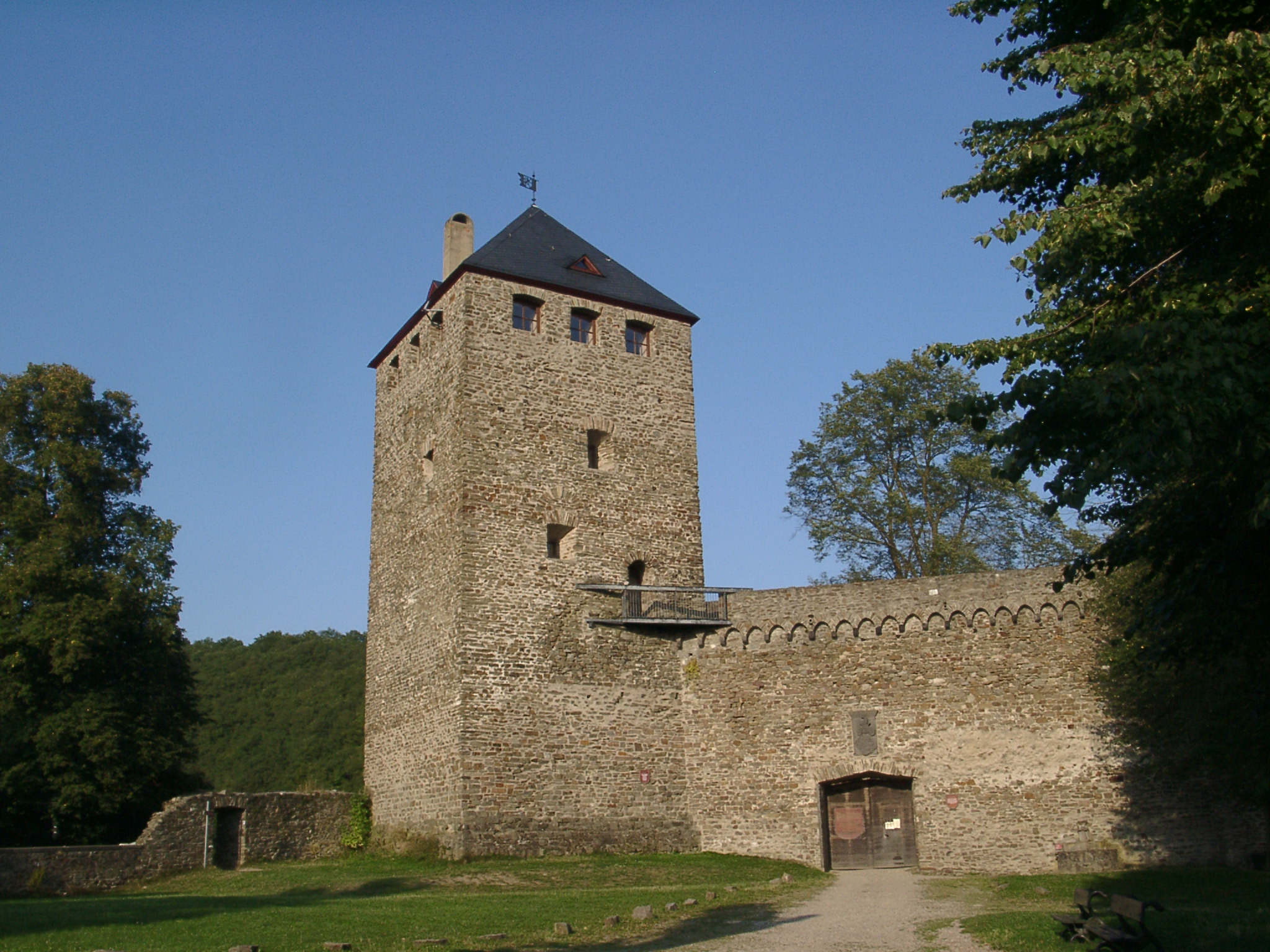
Castello di Sayn: l'ingresso sopraelevato del bergfried è collegato allo cammino di ronda da una passerella.
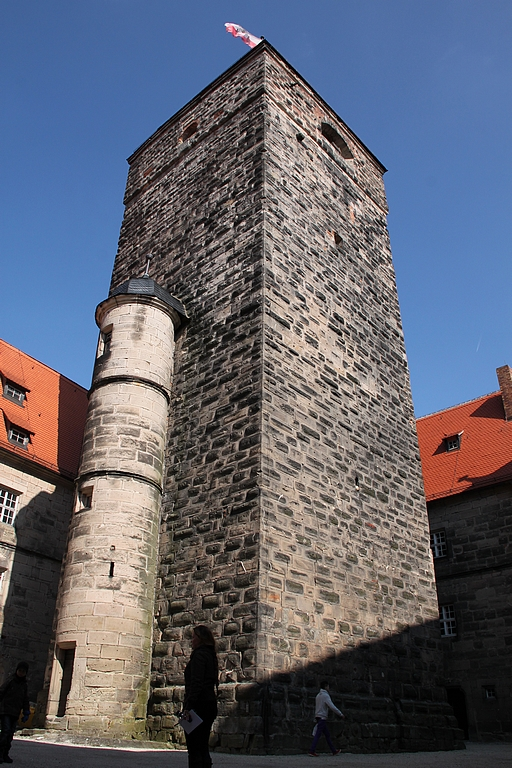
Il bergfried della fortezza Rosenberg del XIII secolo con una stretta torre a scalinata, aggiunta nel 1571 sul lato sud. Fino ad allora la torre aveva solo un ingresso sopraelevato a circa 12 metri dal suolo.